# Glyptodonter
Glyptodonter (Glyptodontidae) är en utdöd familj trögdjur (liknande bältdjur) som levde i Nord- och Sydamerika under pleistocen. De dog ut för cirka 10 000 år sedan. Deras kroppar var nästan klotformade och hade tjocka pansar som skydd.
Till skydd hade den en taggig svans, som hos vissa arter (Doedicurus) var ombildad till en form av spikklubba. Den största (Doedicurus), kunde uppnå en längd av 4 meter, och (Panochtys) var av en noshörnings storlek. Släktet (Glyptondon), som gett familjen dess namn, nådde dock endast maximalt två meters längd.

Glyptodonterna var trögrörliga växtätare och man misstänker att de utrotades av människan.

## Evolution

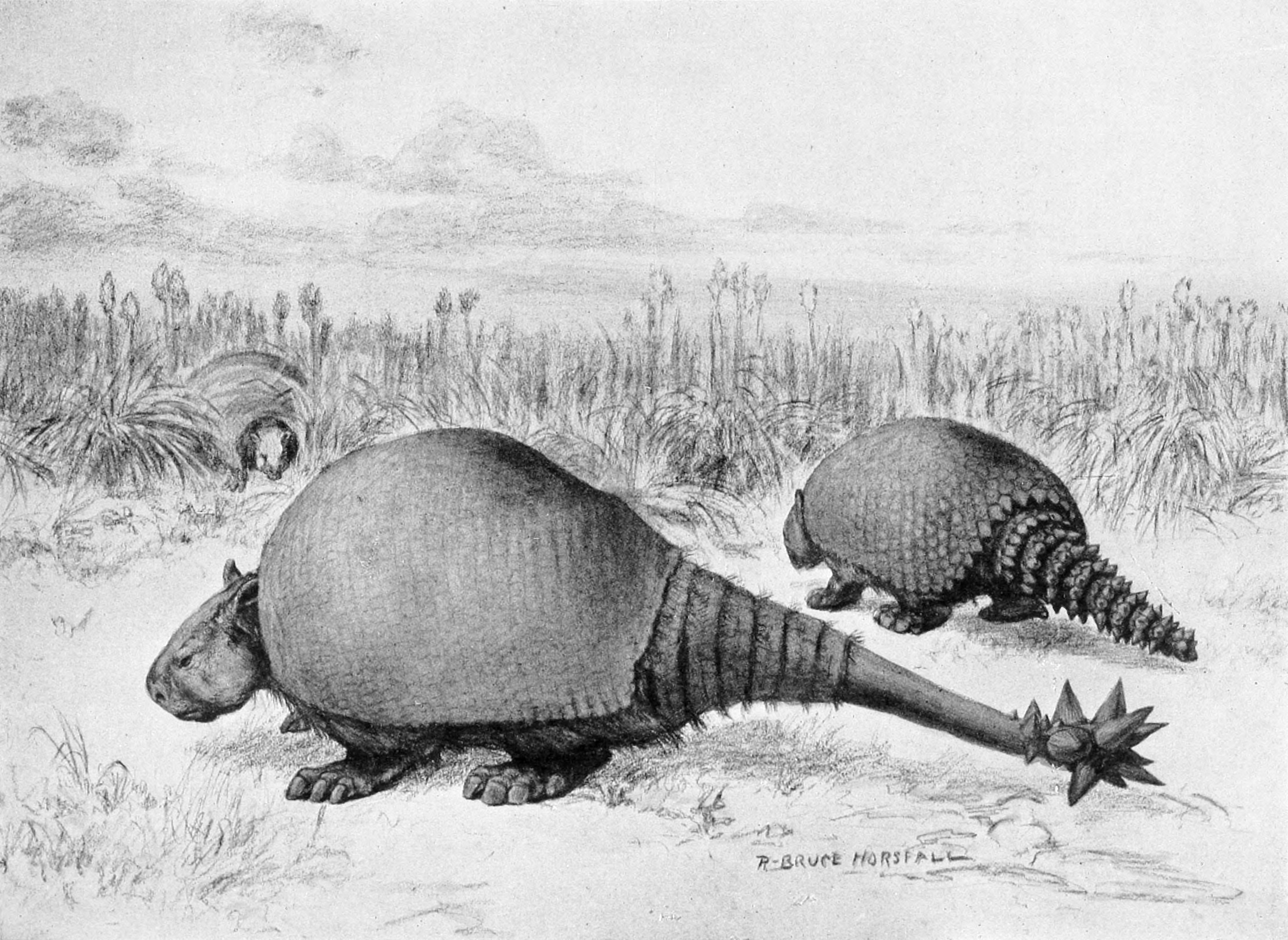
Doedicurus och Glyptodon av Robert Bruce Horsfall.

Glyptodonter utvecklades först under miocen i Sydamerika, som förblev sitt centrum för artmångfald. Exempelvis upptäcktes en glyptodont som levde under tidig miocen med många primitiva funktioner, jämfört med andra arter, och beskrevs som Parapropalaehoplophorus septentrionalis, vid en numera upphöjd plats i Chile.

När Panamanäset bildats för cirka tre miljoner år sedan spred sig flera arter, däribland Glyptotherium texanum såväl som pampatheres och bältdjur, norrut som en del av Great American Interchange.

## Beskrivning
Glyptodonterna hade sköldpaddsliknande kroppsbepansring, gjord av beniga avlagringar i huden som kallas osteoderm. Varje art av glyptodont hade ett unikt osteodermt mönster och en unik typ av skal. Detta skydd kan liknas med sköldpaddors bepansring; glyptodonter kunde inte dra tillbaka huvudet, men deras bepansrade hud fungerade som en benig mössa på toppen av skallen. Även svansen hade en ring av ben som skydd. Doedicurus hade en stor spiksvans som liknade en stridsklubba som den använde för att försvara sig mot rovdjur och eventuellt andra djur inom samma art. Glyptodonter hade även storleken på sin sida; många, däribland typexemplet, Glyptodon, var stora som moderna bilar. Närvaron av sådana tunga försvar tyder på existensen av ett stort och effektivt rovdjur. Vid tiden då glyptodonterna utvecklades tillhörde Phorusrhacidae (terrorfåglar), en familj av stora flygoförmögna köttätande fåglar, toppkonsumenterna på ön och kontinenten Sydamerika.
Utseendemässigt liknade glyptodonter den mycket tidigare dinosaurie-familjen ankylosaurider och, i mindre utsträckning, de nyligen utdöda jättarna Meiolania (sköldpaddor) i Australien. Det rörde sig alltså om konvergent evolution, där obesläktade arter utvecklas till liknande former.

## Beteende
Glyptodonterna var betande herbivorer. Likt många andra trögdjur så hade de inga framtänder eller hörntänder, men hade ett antal kindtänder som torde ha kunnat mala ner besvärlig växtlighet, som gräs. De hade också tydligt djupa käkar, med stora nedåtgående och beniga utskjutningar som kunde förankra kraftiga tuggmuskler.

## Utrotning
Glyptodonterna dog ut i slutet av förra istiden tillsammans med ett stort antal andra megafaunala arter, inklusive pampatheriidae, Megatherium och Macrauchenia. Deras mycket mindre, lättare bepansrade och flexibla släktingar, bältdjuren, överlevde.

## Källhänvisningar
1. ↑  Svensk uppslagsbok, Malmö 1932
2. ↑  ”Andean Highlands In Chile Yield Ancient South American Armored Mammal Fossil”. ScienceDaily. 14 december 2007. http://www.sciencedaily.com/releases/2007/12/071214002808.htm. Läst 31 juli 2014.
3. ↑  Palmer, D., red (1999). The Marshall Illustrated Encyclopedia of Dinosaurs and Prehistoric Animals. Marshall Editions. sid. 208. ISBN 1-84028-152-9

Den här artikeln är helt eller delvis baserad på material från engelskspråkiga Wikipedia, Glyptodontidae, 9 juli 2014.